# Dennis Savory
Dennis Savory, född 13 juni 1943, är en brittisk bågskytt. Han deltog vid olympiska sommarspelen 1980.